# Calyptranthes tetraptera
Calyptranthes tetraptera är en myrtenväxtart som beskrevs av Otto Karl Berg. Calyptranthes tetraptera ingår i släktet Calyptranthes och familjen myrtenväxter. Inga underarter finns listade i Catalogue of Life.